# Siershahn
Siershahn település Németországban, Rajna-vidék-Pfalz tartományban. Lakosainak száma 2982 fő (2023. december 31.).

## Népesség
A település népességének változása:
| Lakosok száma | 2516 | 2912 | 2887 | 2911 | 2943 | 2982 |
|               | 1975 | 2017 | 2019 | 2021 | 2022 | 2023 |